# گورستان باباخانی کمول
قبرستان باباخانی کمول مربوط به دوره ساسانیان - سده‌های اولیه دوران‌های تاریخی پس از اسلام است و در شهرستان چرداول، بخش هلیلان، دهستان هلیلان، ۵۰۰ متری شرق روستای باباخانی کمول واقع شده و این اثر در تاریخ ۲۶ اسفند ۱۳۸۶ با شمارهٔ ثبت ۲۲۱۴۲ به‌عنوان یکی از آثار ملی ایران به ثبت رسیده است.

## هکر
1. ↑  «دانشنامهٔ تاریخ معماری و شهرسازی ایران‌شهر». وزارت راه و شهرسازی. بایگانی‌شده از روی نسخه اصلی در ۶ اکتبر ۲۰۱۹. دریافت‌شده در ۱۰ اکتبر ۲۰۱۹.